# Juan Antonio Argerich Elizalde
Juan Antonio Argerich Elizalde (Buenos Aires, 26 de agosto de 1862-ibídem, 21 de agosto de 1924) fue un jurista, catedrático, escritor y político argentino. Se desempeñó como diputado nacional por la Capital Federal (1898-1906) y la provincia de Buenos Aires (1906-1910).

## Biografía
Nacido en Buenos Aires en 1862, asistió al Colegio Nacional de Buenos Aires y estudió en la Facultad de Derecho de la Universidad de Buenos Aires. Se recibió en 1886 con su tesis titulada Comercialidad de los inmuebles. Fue docente de la cátedra de Literatura en la misma universidad. Trabajó como colaborador en periódicos y revistas así como en la Biblioteca Nacional. Fue fundador de la Revista Platense.
En política, en 1898 fue elegido diputado nacional por la Capital Federal, siendo reelegido en 1902. Entre 1906 y 1910 fue diputado nacional por la provincia de Buenos Aires. En 1909 presentó un proyecto de reforma al Código Civil en favor de los derechos civiles de las mujeres divorciadas y separadas.
Entre sus obras se encuentran Constituciones y partidos argentinos (1897) y Artículos y discursos (1906).
Falleció en Buenos Aires en 1924.